# Henri Krop
Henri Adriën Krop (1954) è uno storico della filosofia olandese, professore di studi spinoziani alla Facoltà di Filosofia dell'Università Erasmus di Rotterdam. Fu caporedattore della collana editoriale Geschiedenis van de wijsbegeerte in Nederland (Storia della filosofia nei Paesi Bassi), pubblicata in 20 volumi dal 1986 al 2003.

## Biografia
Krop studiò filosofia e teologia all'Università di Leida e all'Università di Amsterdam. Nel 1987 ha conseguito il dottorato di ricerca presso l'Università di Leida con una tesi su Duns Scoto.
Professore associato di storia della filosofia all'Università Erasmus di Rotterdam, succedette a Piet Steenbakkers nella cattedra di studi spinoziani, mediante l'associazione che promuove la casa di Spinoza all'Aia. Fu caporedattore della collana editoriale Geschiedenis van de wijsbegeerte in Nederland (Storia della filosofia nei Paesi Bassi), pubblicata in 20 volumi dal 1986 al 2003.

## Pubblicazioni
- 1987
  - De status van de theologie volgens Johannes Duns Scotus: de verhouding tussen theologie en metafysica, Amsterdam: Rodopi, 1987. Proefschrift Universiteit Leiden
  - con H.J. Adriaanse en L. Leertouwer: Het verschijnsel theologie: over de wetenschappelijke status van de theologie, Meppel: Boom, cop. 1987
- 1989 con, tra gli altri, Louis Andriessen, Robert Wilson en K. van Berkel: De materie: Louis Andriessen en Robert Wilson, Amsterdam: De Nederlandse Opera,  Den Haag: SDU [distr.], cop. 1989
- 1991 con Egbert P. Bos: John Buridan, a master of arts: some aspects of his philosophy: acts of the second symposium organized by the Dutch Society for Medieval Philosophy Medium Aevum on the occasion of its 15th anniversary, conferentie Leiden-Amsterdam (Vrije Universiteit), 20-21 juni 1991, Nijmegen: Ingenium Publishers, 1993. Reeks Artistarium, Supplementa 8
- 1992: De dubbele waarheid, Baarn: Ambo, 1992
- 1993:
  - con Egbert P. Bos: Franco Burgersdijk (1590-1635): neo-Aristotelianism in Leiden, Amsterdam, Atlanta, GA: Rodopi, 1993
  - con H.W. Blom en M.R. Wielema: Deventer denkers: de geschiedenis van het wijsgerig onderwijs te Deventer, Hilversum: Verloren, 1993
- 1997 con J.A. van Ruler en Arie Johan Vanderjagt: Zeer kundige professoren: beoefening van de filosofie in Groningen van 1614 tot 1996, Hilversum: Verloren, 1997
- 2000 con H. J. Adriaanse, Arie L. Molendijk en Hent de Vries: Post-theism: reframing the Judeo-Christian tradition, Leuven, Peeters, 2000
- 2002 Spinoza Ethica, Amsterdam Prometheus/Bakker, 2002. Terza edizione 2006. Serie: Nederlandse klassieken.
- 2003 met Wiep van Bunge, Bart Leeuwenburgh, J.A. van Ruler, Paul Schuurman: The dictionary of seventeenth and eighteenth-century Dutch philosophers, Bristol: Thoemmes, 2003.
- 2008 met Benedictus de Spinoza en Wiep van Bunge: De draagbare Spinoza, Amsterdam: Bakker, 2008
- 2012: Newtonianism at the Dutch Universities during the Enlightenment. The Teaching of Philosophy from 's Gravesande to Van Swinden, in E. Jorink & A. Maas (Eds.), Newton and the Netherlands. How Isaac Newton was Fashioned in the Dutch Republic (pp. 227–249). Leiden: Leiden University Press
- 2014: Spinoza. Een paradoxale icoon van Nederland, Amsterdam, Prometheus, 2014